# 韓杏
韓杏（Han Xing，1982年11月8日—），自中國轉籍至剛果共和國的乒乓球運動員。她出生於湖北省武漢市，原效力於湖北隊。曾代表刚果共和国参加2012年伦敦奥运和2016年里约奥运。